# Novi Avion
Il Novi Avion (in italiano: Nuovo Aeroplano) era un progetto per un caccia multiruolo supersonico di 4 generazione, con delta e canard, che fu progettato in Jugoslavia ma cancellato nel 1991 poco prima dell'inizio della produzione.

## Storia del progetto
Il progetto iniziò nel mezzo degli anni '80 per rendere la Jugoslavia completamente autosufficiente nella manifattura di equipaggiamento militare, ed i caccia da superiorità aerea erano l'unica cosa che la Jugoslavia ancora importava, essendo capace di provvedere a tutto l'altro equipaggiamento militare (carri armati, aerei da attacco leggero, sottomarini, ecc). Quando la Jugoslavia si dissolse nel 1991 il progetto venne cancellato, a causa della rottura del paese non ci furono le risorse finanziarie necessarie alla produzione dell'aereo.
Il progetto era approssimativamente ad un anno dal completamento all'epoca della cancellazione. Alcuni impianti di produzione e i prototipi di alcune parti, come la cabina di pilotaggio, erano già stati costruiti. Se non fosse stato cancellato avrebbe eseguito il primo volo nel 1992, e sarebbe entrato in servizio qualche tempo dopo negli anni '90. Il lavoro venne intrapreso dal Vazduhoplovno Tehnicki Institut (VTI, Istituto Tecnico Aeronautico) di Belgrado, il principale istituto tecnico-militare della Jugoslavia.
La Jugoslavia programmava di costruire approssimativamente 150 velivoli per rimpiazzare i MiG-21 e gli J-21 Jastreb, e vendere diverse centinaia di Novi Avion nel mercato mondiale. Il termine Novi Avion, che significa "nuovo aereo" in serbo-croato, era usato per descrivere il progetto ma l'aeromobile avrebbe ricevuto una nuova designazione al momento dell'entrata in servizio.

## Sviluppo
Il Novi Avion visto da vicino ricordava il Rafale francese, anche se più piccolo e con un solo motore. Era progettato per ricoprire molti ruoli, inclusa la superiorità aerea, l'intercettazione, ricognizione, attacco al suolo e ruolo anti-nave. La velocità massima che poteva raggiungere era poco al di sotto di Mach 2. La super-manovrabilità a velocità subsonica e supersonica era una priorità del progetto, e la maggior parte della cellula era composta di materiali compositi.
Il progetto era di incorporare una serie di funzionalità in grado di abbassare la traccia radar della sezione trasversale, anche se non si trattava di un vero e proprio velivolo stealth. L'aereo trasportava un avanzato sistema di ECM e ECCM. Era un progetto del tutto jugoslavo, non basato su nessun velivolo straniero, anche se la Francia provvide a fornire qualche assistenza al progetto per le parti più complesse di cui gli jugoslavi non avevano esperienza, come un radar multifunzione.
Il motore doveva essere lo Snecma M88 francese, lo stesso motore usato nel Dassault Rafale. La maggior parte delle armi che avrebbe potuto trasportare sarebbero state armi francesi, o costruite in Francia.